# 曲里千佛洞石窟
曲里千佛洞石窟位于河北省邯郸市涉县辽城乡曲里村，座落在海拔931.61米的铁马峧山腰，始建于明代，总面积为400平方米。2019年10月，被中华人民共和国国务院列为第八批全国重点文物保护单位。